# Lincoln City (Oregon)
Lincoln City az Amerikai Egyesült Államok északnyugati részén, Oregon állam Lincoln megyéjében helyezkedik el, Lincoln Beachtől északra. A várost az Egyesült Államok 16. elnökéről, Abraham Lincolnról nevezték el. Alapításának éve 1965. A 2010. évi népszámláláskor 7 930 lakosa volt. A város területe 14,71 km², melyből 0,08 km² vízi.
Ezenkívül itt található a világ legrövidebb folyója, a D River (D folyó), mely a Devil's Lake-et (Ördög tava) köti össze a Csendes-óceánnal. A folyó mindössze 37 méter hosszú; ezzel bekerült a Guinness Rekordok Könyvébe.

## Történet
A mai belváros a siletz indiánok területe volt.
A várost 1965. március 3-án alapították Delake, Oceanlake és Taft városok, illetve két települési joggal nem rendelkező terület, Cutler City és Nelscott egyesülésével. Ezek a 101-es út mentén fekvő szomszédos közösségek voltak; az út ma Lincoln City főutcája. A város elnevezésére versenyt hirdettek általános iskolai tanulók között, mivel úgy gondolták, hogy bármely korábbi település nevének használata heves vitákat válthatna ki.

### Korábbi települések

#### Cutler City
Cutler City Siletz Bay keleti partján helyezkedett el.  Mr. és Mrs. George Cutler alapították. A területet Charles "Charley" DePoe Siletz indián törzsfőnöktől kapták (a törzs ma a Confederated Tribes of the Siletz tagja). Postahivatala 1930-tól Lincoln City megalakulásáig működött.

#### Delake
Delake a Devil's Lake-től nem messze feküdt; nevét a helyi finn közösség akcentusa (a Devil's Lake-et Delake-nek ejtették) után kapta. Postahivatala 1924-ben nyílt meg. 1927-től egészen beolvadásáig a város az Oceanlake nevet viselte.

#### Nelscott
Nelscott nevét Charles P. Nelson és Dr. W.G. Scott vezetékneveinek összevonásával kapta; 1926-ban ők ketten alapították a közösséget. Postahivatala 1929-től beolvadásáig működött. A Nelscott Reefet 2003-ban a Surfer Magazine a Csendes-óceán egyik legjobb szörfözőhelyévé választotta.

#### Oceanlake
Oceanlake nevét a Devil's Lake és a Csendes-óceán közötti elhelyezkedése miatt kapta. Postahivatala 1927-től egészen Lincoln City megalakulásáig működött. Wecoma Beachet 1945-ben Oceanlake-hez csatolták, és Oceanlake néven új várost alapítottak. Itt található az Oceanlake Elementary School (Oceanlake-i Általános Iskola).

#### Taft
Nevét az USA 27. elnökéről, William Howard Taftról kapta. Postahivatala 1906-tól egészen beolvadásáig működött. Taft nevét annak hadügyminisztersége idején vette fel.

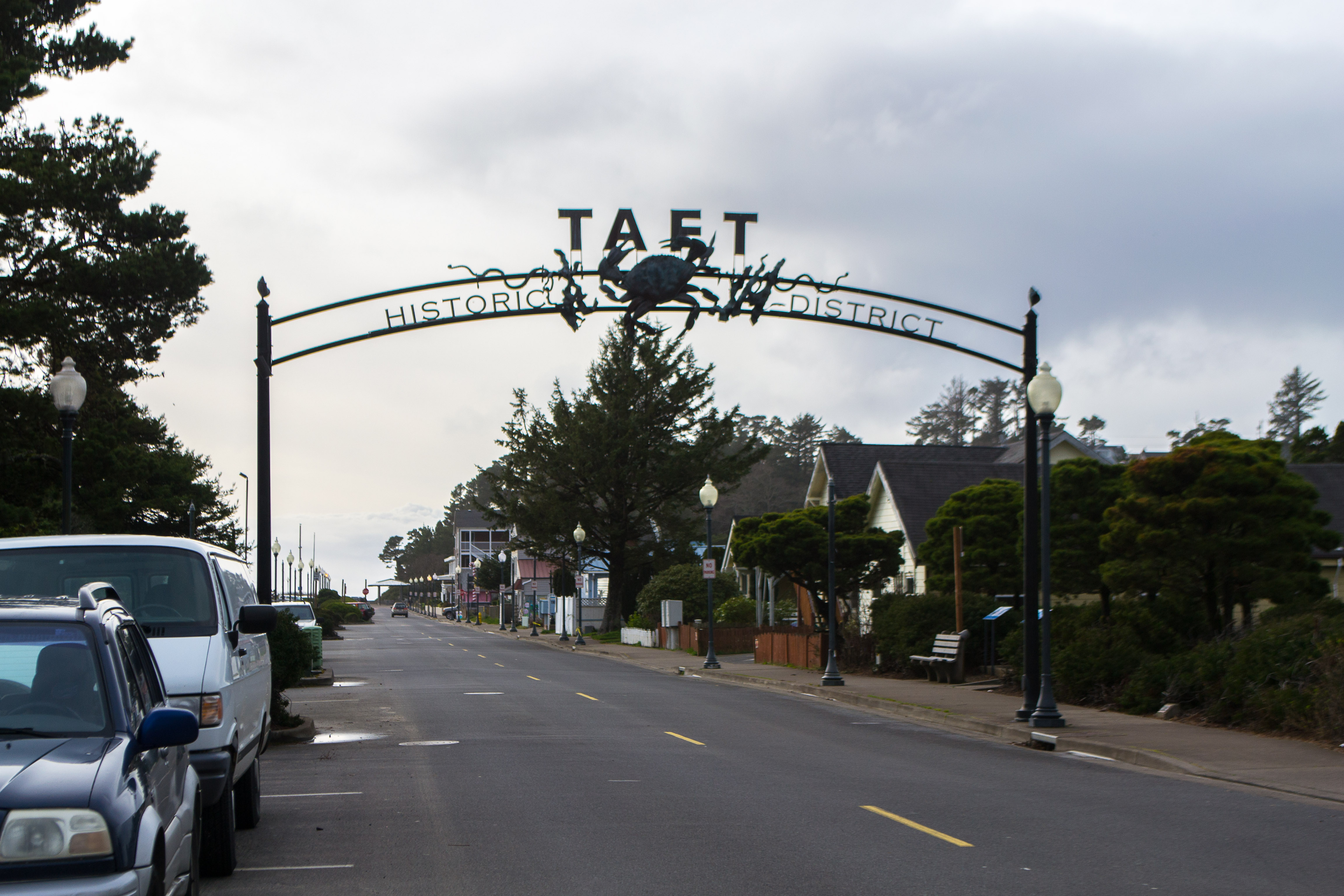
A történelmi város kapuja
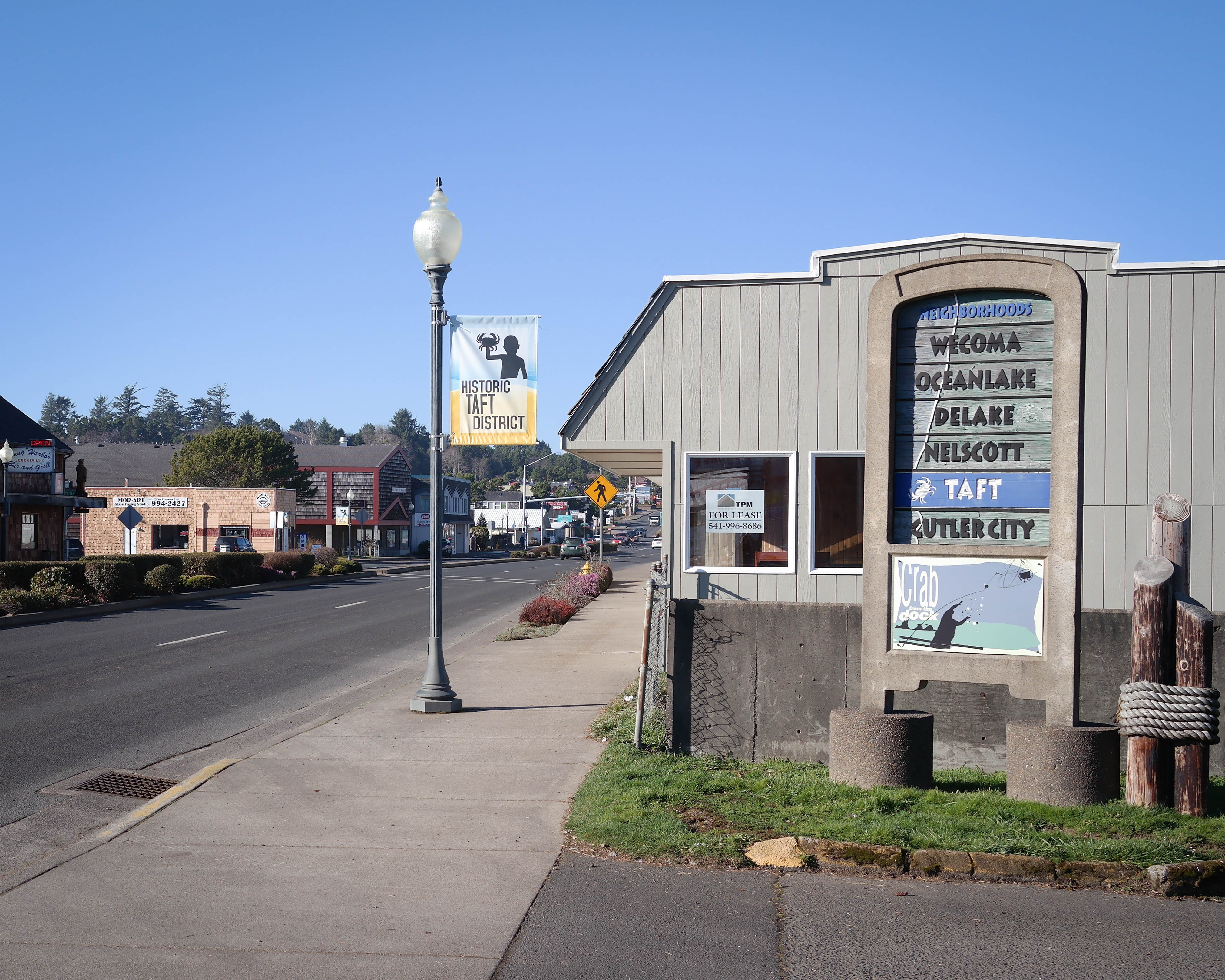
Névtábla a 101-es út mentén

#### Wecoma Beach
Wecoma Beach Oceanlake-től északra található. 1945-ben Wecoma Beach beolvadt Oceanlake-be, és új várost alapítottak. A Wecoma szó Chinook Jargon nyelven „tengert” jelent. Postahivatala eredetileg a Wecoma nevet viselte, de ezt 1949-ben Wecoma Beachre változtatták.

## Városvezetés
A város alapszabálya szerint a város egy „vezérigazgatói” pozícióban tevékenykedő vezetőt alkalmaz. Polgármestere nem kap fizetést; négy évre választják. Az önkormányzatba továbbá négy évente hat képviselőt választanak. A településnek három választókerülete van.

## Gazdaság
A város gazdasága elsősorban a turistákra és nyugdíjasokra alapul.
1995-ben a Confederated Tribes of the Siletz a város északi végén egy óceánra néző telken megnyitotta a Chinook Winds Casinot (Chinook Winds Gaming Center néven). A kaszinó a város egyik legnagyobb foglalkoztatója az önkormányzat, a Lincoln County School District és a Samaritan North Lincoln Hospital mellett.
Ezen felül a városban található még a Salishan Spa & Golf Resort.

## Éghajlat
A városban a leghidegebb decemberben van, az átlagos minimum hőmérséklet 2 °C; a legmelegebb augusztus, az átlagos maximum ilyenkor 22 °C. A legszárazabb hónap július, míg a legcsapadékosabb december. Az évi átlagos csapadékmennyiség 2471 mm. A délutáni átlagos páratartalom júliusban 75%, míg januárban 84%.
| Hónap                         | Jan.  | Feb.  | Már. | Ápr. | Máj. | Jún. | Júl. | Aug. | Szep. | Okt. | Nov. | Dec.  | Év    |
| ----------------------------- | ----- | ----- | ---- | ---- | ---- | ---- | ---- | ---- | ----- | ---- | ---- | ----- | ----- |
| Rekord max. hőmérséklet (°C)  | 18,0  | 22,0  | 27,0 | 32,0 | 32,0 | 37,0 | 37,0 | 37,0 | 37,0  | 32,0 | 24,0 | 18,0  | 37,0  |
| Átlagos max. hőmérséklet (°C) | 9,0   | 11,0  | 13,0 | 14,0 | 17,0 | 19,0 | 22,0 | 22,0 | 21,0  | 16,0 | 11,0 | 8,0   | 15,3  |
| Átlaghőmérséklet (°C)         | 6,0   | 7,0   | 8,5  | 9,0  | 12,0 | 14,0 | 16,0 | 16,5 | 15,0  | 11,5 | 7,5  | 5,0   | 10,7  |
| Átlagos min. hőmérséklet (°C) | 3,0   | 3,0   | 4,0  | 4,0  | 7,0  | 9,0  | 10,0 | 11,0 | 9,0   | 7,0  | 4,0  | 2,0   | 6,1   |
| Rekord min. hőmérséklet (°C)  | −16,0 | −12,0 | −5,0 | −5,0 | −2,0 | 2,0  | 2,0  | 4,0  | 0,0   | −5,0 | −9,0 | −16,0 | −16,0 |
| Átl. csapadékmennyiség (mm)   | 371   | 276   | 269  | 186  | 131  | 99   | 35   | 37   | 80    | 191  | 372  | 375   | 2423  |
| Forrás: The Weather Channel   |       |       |      |      |      |      |      |      |       |      |      |       |       |

## Népesség
A 2010-es népszámláláskor a városnak 7 930 lakója, 3 645 háztartása és 1 959 családja volt. A népsűrűség 542,1 fő/km². A lakóegységek száma 6 025, sűrűségük 411,6 db/km². A lakosok 83,7%-a fehér, 0,4%-a afroamerikai, 3,5%-a indián, 1,4%-a ázsiai, 0,1%-a a Csendes-óceáni szigetekről származik, 7,1%-a egyéb etnikumú, 3,6% pedig kettő vagy több etnikumú. A spanyol vagy latino származásúak aránya 13,2% (11,6% mexikói, 0,2% Puerto Ricó-i, 0,1% kubai, valamint néhányan a Dominikai Köztársaságból származnak).
A háztartások 22%-ában élt 18 évnél fiatalabb. 37% házas, 12% egyedülálló nő, 5% pedig egyedülálló férfi; 46% pedig nem család. 37% egyedül élt; 16%-uk 65 éves vagy idősebb. Egy háztartásban átlagosan 2,14 személy élt; a családok átlagmérete 2,74 fő.
A medián életkor 46 év volt. A város lakóinak 18%-a 18 évesnél fiatalabb, 8% 18 és 24 év közötti, 23%-uk 25 és 44 év közötti, 31%-uk 45 és 64 év közötti, 20%-uk pedig 65 éves vagy idősebb. A lakosok 47%-a férfi, 53%-uk pedig nő.

## Művészet és kultúra

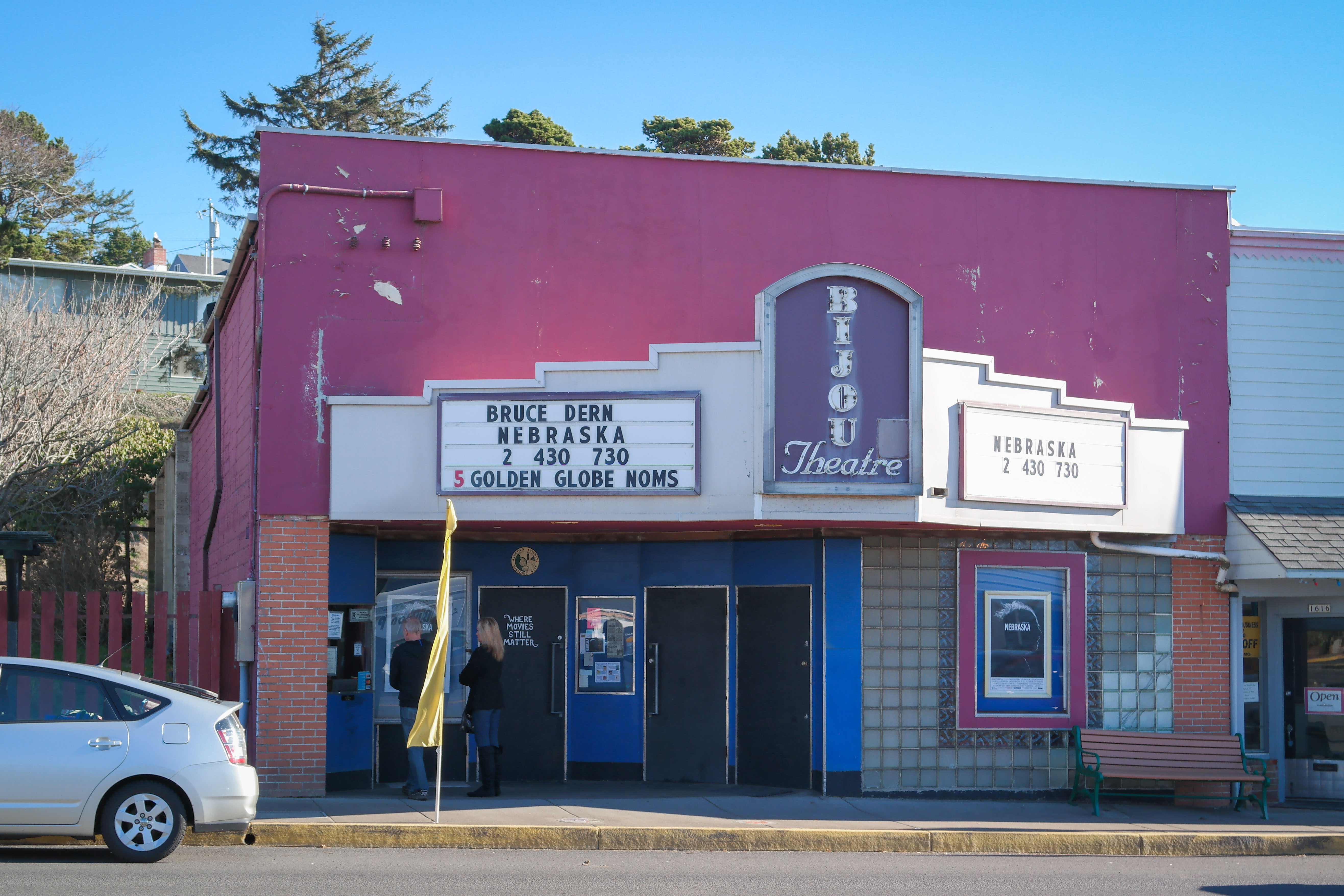
Bijou Theatre

A városban található a Lincoln City Cultural Center, a település kulturális intézménye.
Évente két alkalommal, júniusban és októberben papírsárkány-eregető fesztivált tartanak a D Rivernél. A város „Kite Capital of the World” („A világ sárkányeregető fővárosa”) néven is ismert.
Továbbá a városban kerül megrendezésre a Siletz Bay Music Festival is, melyet június végén–július elején tartanak a város több pontján.

## Oktatás

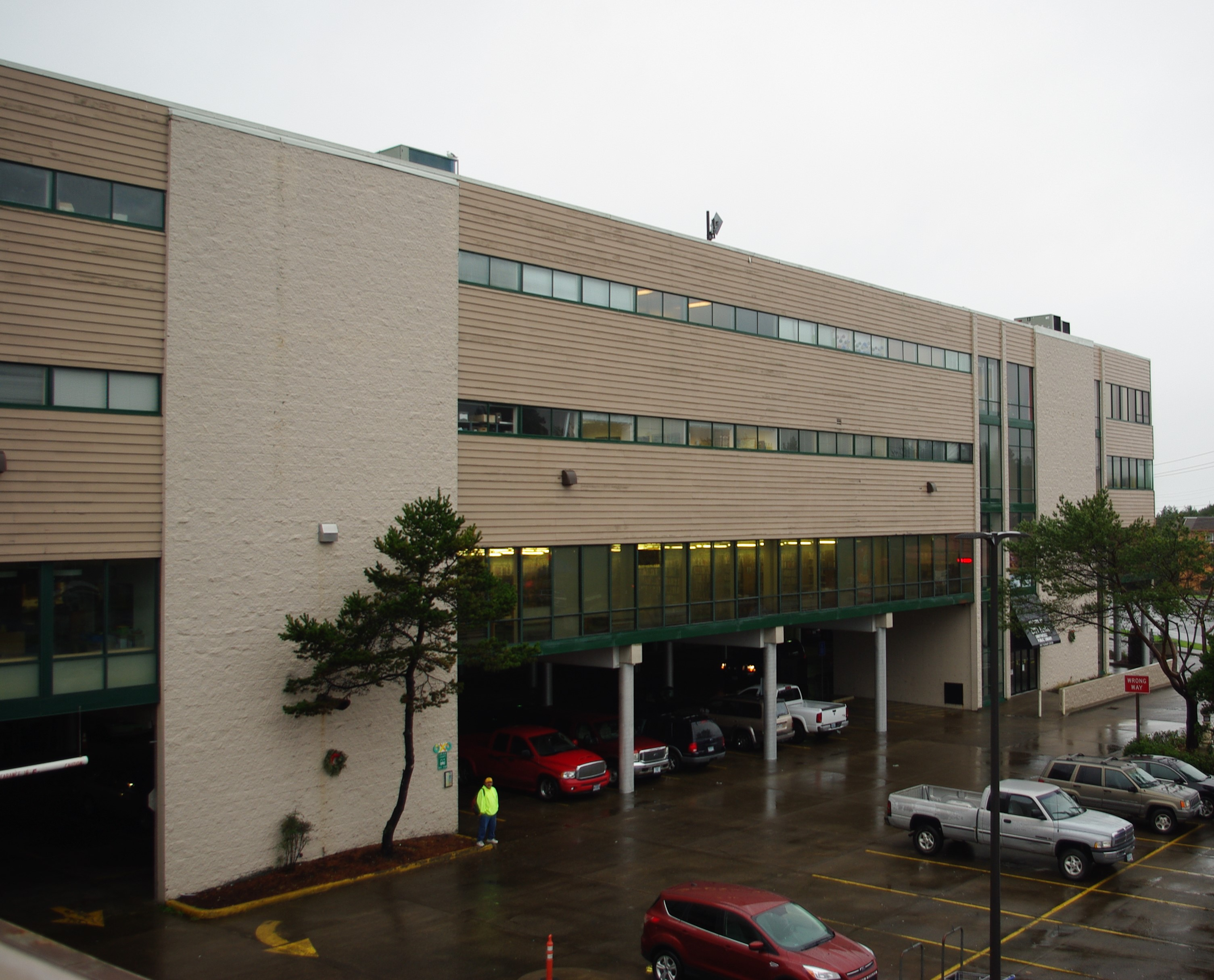
A városháza és a Lincoln City Career Technical High School

A városban több oktatási intézmény is található. Ezek a következők:
- Általános iskolák: St. James Santlago School, Hillside Honeytree Day Care, Lincoln City Seventh-Day Adventist School, Oceanlake Elementary School, Taft Elementary School
- Középiskolák: Community Lincoln City High School, Taft High School, Lincoln City Career Technical High School

Lincoln City iskolái a Lincoln School District (Lincoln megyei Iskolakerület) tagjai.

## Média
A város nyomtatott lapja, a The News Guard szerdánként jelenik meg; ezenkívül Lincoln megye rendelkezik saját online lappal (newslincolncounty.com Archiválva 2016. június 13-i dátummal a Wayback Machine-ben).
A KBCH-nak, Lincoln megye hír- és sportrádiójának Lincoln Cityben van a székhelye.

## Fordítás
Ez a szócikk részben vagy egészben  a   Lincoln City, Oregon című angol Wikipédia-szócikk ezen változatának fordításán alapul.  Az eredeti cikk szerkesztőit annak laptörténete sorolja fel. Ez a jelzés csupán a megfogalmazás eredetét és a szerzői jogokat jelzi, nem szolgál a cikkben szereplő információk forrásmegjelöléseként.